# NSW Building Society 1984
Das NSW Building Society 1984 war der Name eines Tennisturniers der WTA Tour 1984 für Damen sowie eines Tennisturniers des Grand Prix 1984 für Herren.